# Розповсюдження християнства
Процес прийняття християнства — суспільний процес, який характеризується прийняттям християнства як державної релігії, а також дозволом християнам сповідувати своє віровчення.

## Римська Імперія
Як самостійна течія християнство відмежувалося від інших культів і набуло власної організаційної форми найперше в містах східної частини Римської Імперії — в Малій Азії, Сирії, Єгипті⁣, а звідти — поширилося на Захід. Нова релігія вперше почала оформлятися через єврейські громади великих міст Сходу. За церковними переказами, засновником християнства був Ісус Христос.
Наприкінці I ст. н. е. християнські громади існували вже у всіх великих містах античного світу — Єрусалимі, Антіохії, Ефесі, Коринфі, Римі, Путеолах. За римськими законами, «секта християн» належала до нелегальних союзів, тому збори християн проходили лише в таємних місцях.
Християнське вчення швидко поширилося по території Римської імперії. Такий успіх можна пояснити тим, що воно змогло об'єднати всі основні релігійні ідеї епохи. З 2 пол. II ст. серед християн переважають середні верстви населення. Притік багатих в громади відтісняв бідних.
З часом змінюється організація громад. З'являються постійні посадові особи — диякони і т. д. У III ст. в ряди християн вступають великі власники. Християнство аристократизується.[джерело?]

### Християнські гоніння
У 250 році за епохи імператора Деція почалося систематичне переслідування християн, але вже у кінці III століття до н. е. християнська церква грала дуже важливу роль у житті Імперії. Християнами були мільйони людей- від рабів до високопосадовців. Багато християн також було при дворі в Нікомедії. Однак в 303 р. імператор Діоклетіан під впливом свого зятя Галерія, жорстокого язичника, вирішив знищити християнську церкву. Почалися страшні гоніння на нову релігію за усю історію Імперії. Тисячі людей було вбито через це.

### Константин Великий. Прийняття християнства
Саме в цей момент юний Константин, мати якого, Єлена, була християнкою, виявився у Нікомедії та був свідком цієї вакханалії вбивств, яка викликала в ньому скорботу та жаль. Вихований в обстановці віротерпимості, він не розумів політику Діоклетіана та намагався знайти із цього вихід.
В 305 році імператор Діоклетіан та його товариш по владі Максиміліан Геруклій, втомлені політикою, відріклися влади. На сході імперії влада перейшла до Галерія, а на заході — до Констанція Хлора та Максенція. У 306 році, після смерті Хлора, на трон сів його син Константин. В 312 році Галії розгромив Максиміліана, який потім покінчив із життям. У цьому ж 312 році у битві при Мульвійському мосту розбив Максенція, який під час втечі потонув у річці Тибр. Нарешті, у 313 році імператор поклав кінець гонінням, видавши разом із майбутнім імператором Східної Римської Імперії Ліцинієм Міланський едикт, що надавав християнам вільне віросповідання. Але потім Ліциній став боротися проти християнства, через що 325-го року його було захоплено та страчено Константином.

## Вплив Міланського едикту на християнство
В 326 році столиця була перенесена із Риму на схід, до міста Візантії, який зразу ж був перейменований у Константинополь («місто Константина»). Тут продовжувались реформи щодо християнства та християнської церкви. Перед смертю імператор прийняв хрещення. Помер в 337 році.
В 380 році при імператорі Феодосії християнство було остаточно проголошено офіційною релігією імперії. До того часу християнське віровчення прийшло до Вірменії, Єгипту, Песії та, можливо, у південні райони Індії, а вже в майбутньому розповсюдилося по всьому світу.